# Sociedad de Condueños
La Sociedad de Condueños de los Edificios que fueron Universidad fue la primera sociedad particular y privada que se creó en España para salvar y conservar un patrimonio artístico, el de la antigua Universidad de Alcalá. 

La Sociedad de Condueños, fue fundada por ciudadanos alcalaínos en 1851 que, viendo como los edificios principales de la Universidad Cisneriana iban a ser subastados (estaban sin uso desde el traslado de la Universidad a Madrid en 1836), decidieron salvar el patrimonio de la ciudad aportando el pago de 90.000 reales y creando una sociedad cuya única finalidad era comprar dichos edificios emblemáticos de la ciudad, para preservarlos hasta que volviera a abrirse Universidad en Alcalá, lo que sucedió en 1977.

## Historia

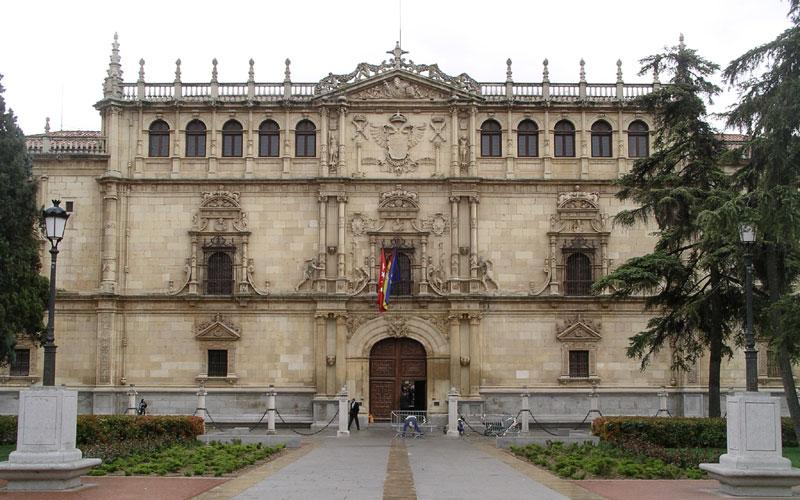
Colegio Mayor de San Ildefonso (actualmente el rectorado de la Universidad de Alcalá) de Rodrigo Gil de Hontañón

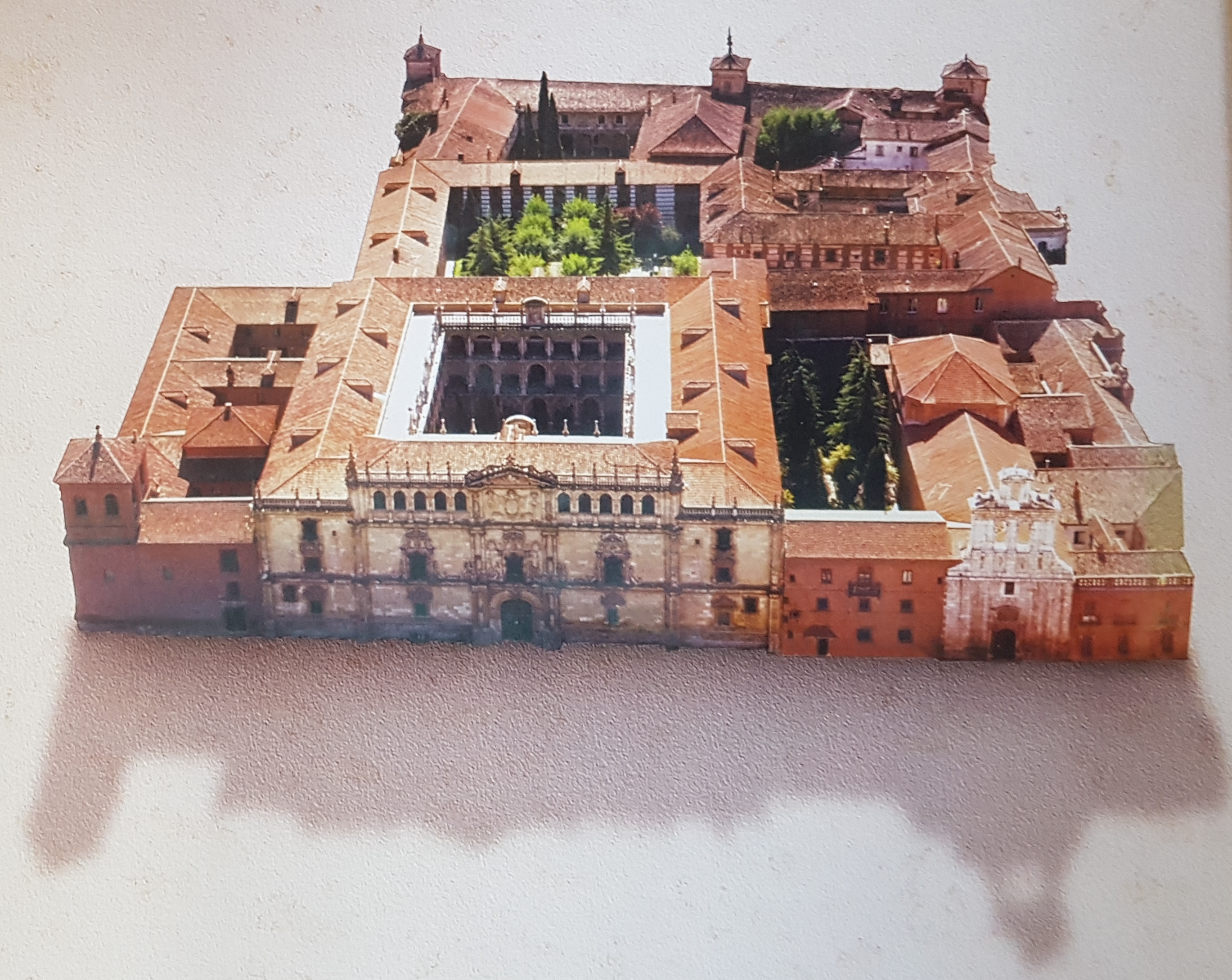
Manzana de edificios propiedad de la Sociedad de Condueños

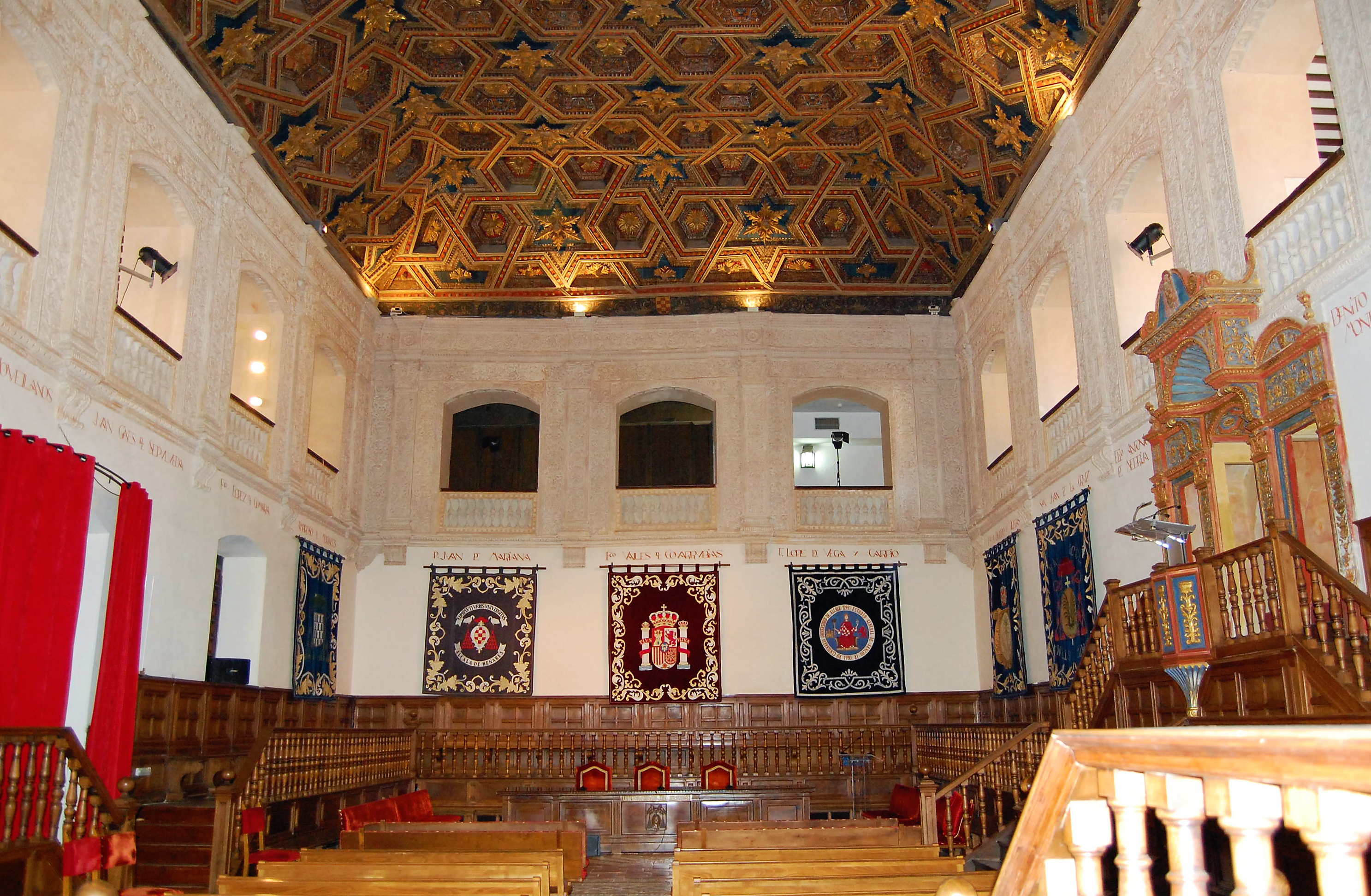
Paraninfo de la Universidad de Alcalá.

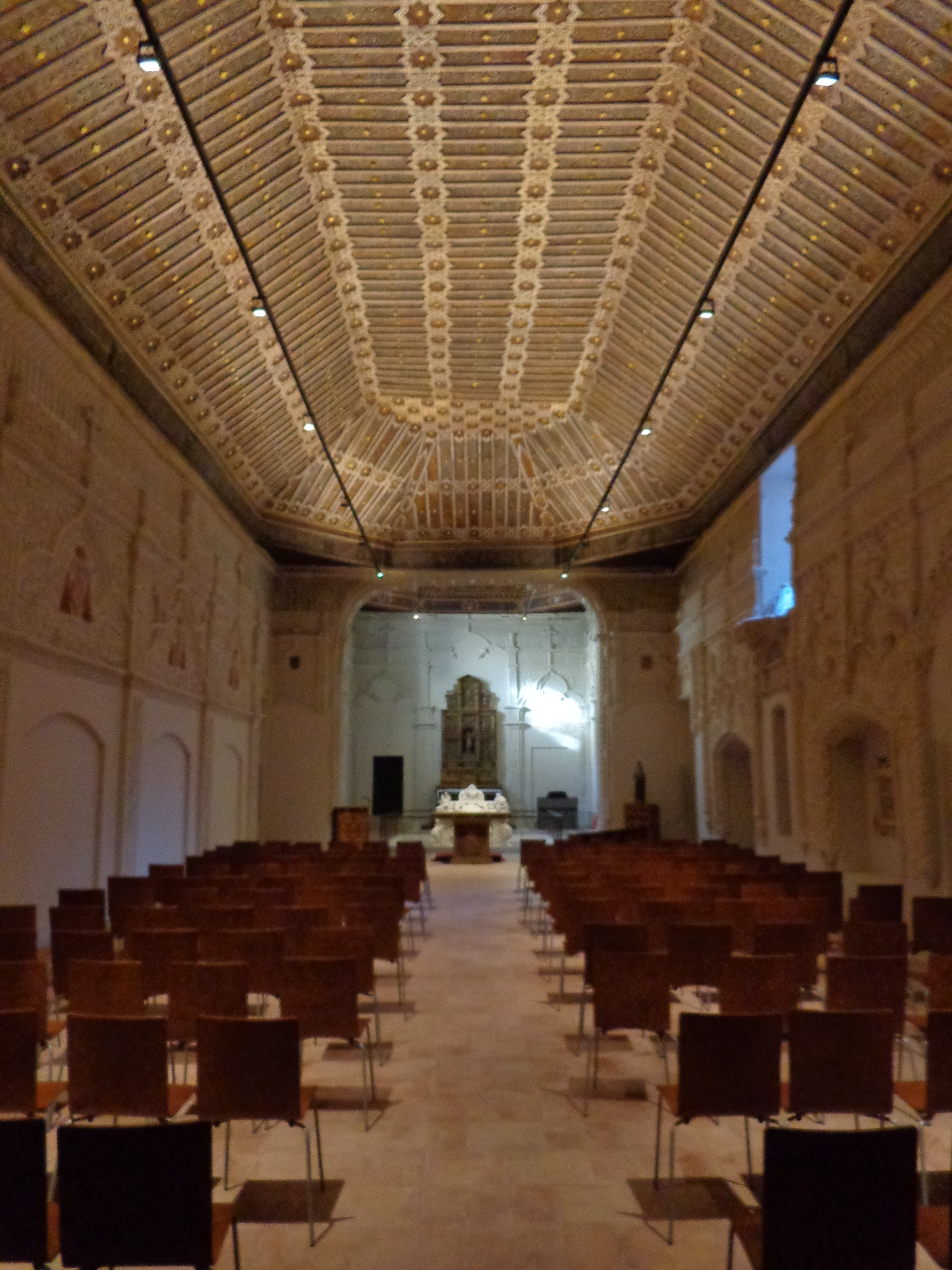
Capilla de San Ildefonso.

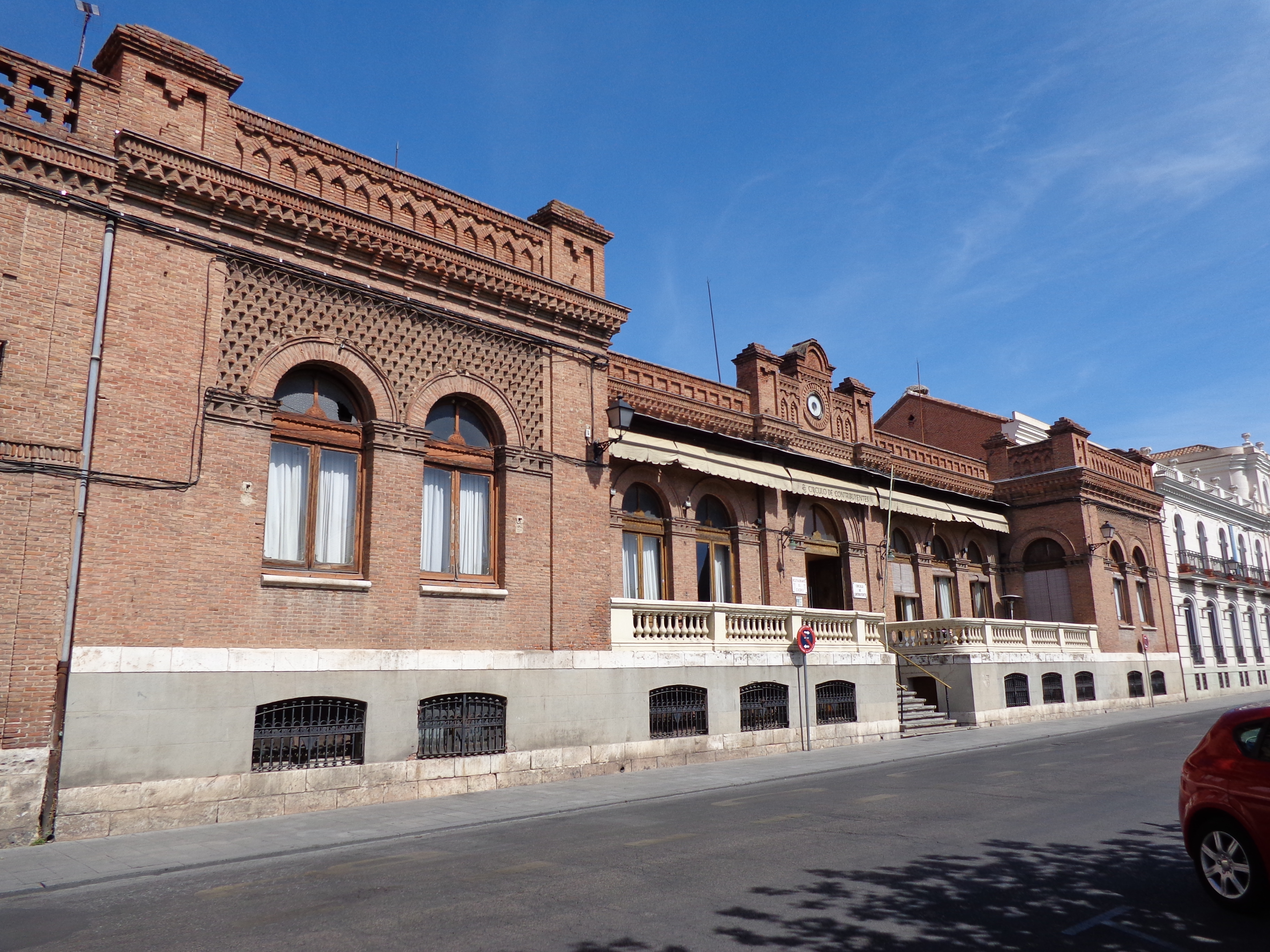
Círculo de Contribuyentes, en la plaza de Cervantes.

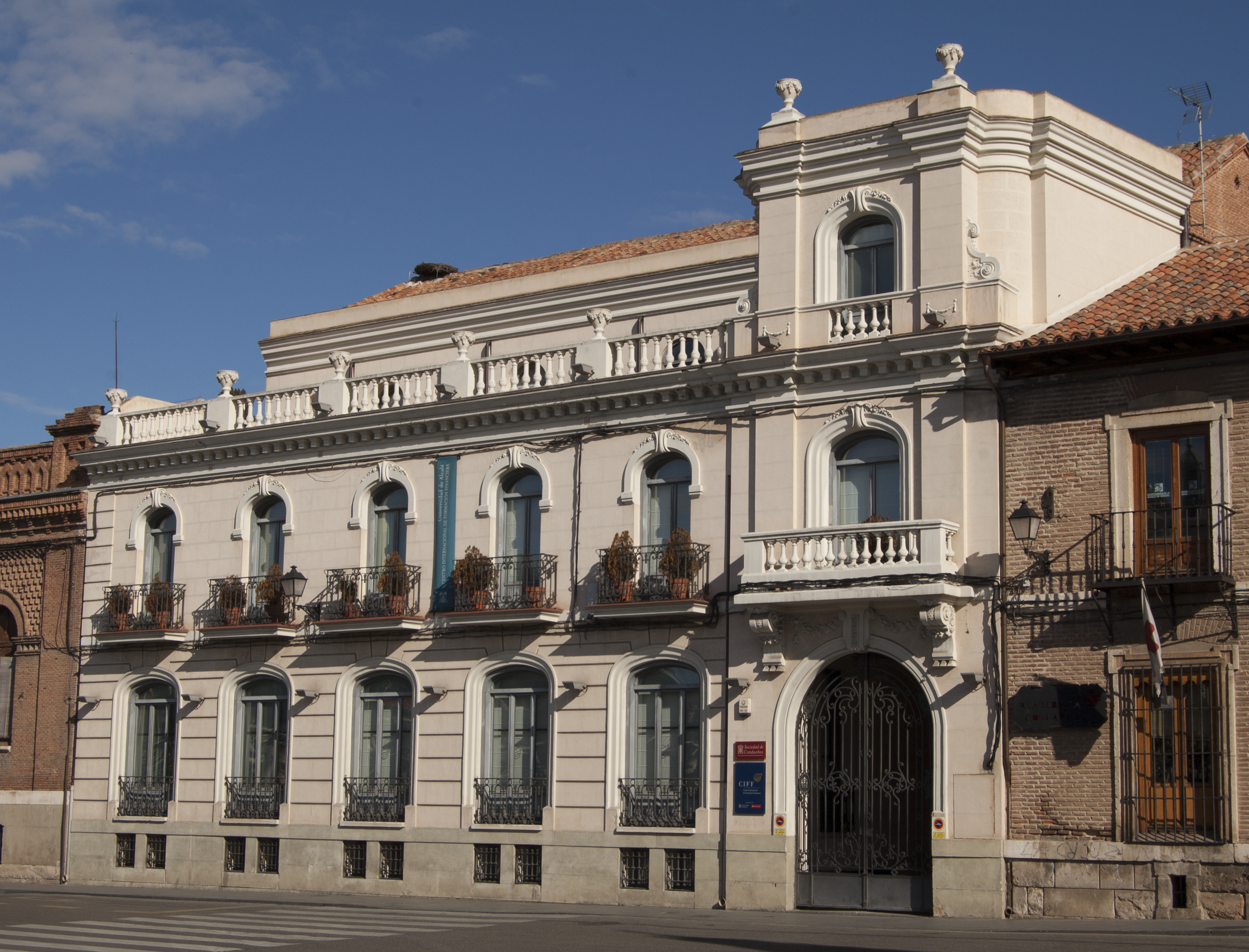
Antiguo Hotel Cervantes, sede de la Sociedad de Condueños.

En 1836, se decretó el traslado de la Universidad de Alcalá a Madrid, y sus edificios, en virtud de las leyes desamortizadoras, fueron vendidos por el Gobierno, que no los consideró “bien público”, sino que los enajenó como bien privado a particulares.
Los edificios fueron pasando de unas manos a otras (Joaquín Alcober, Joaquín Cortés, Javier de Quinto), sufriendo menoscabos en cada una de las transacciones.
En 1850, el derribo de un arco de gran tradición en la ciudad, el hallazgo accidental de los restos del Cardenal Cisneros (fundador de la Universidad) en unas obras de demolición de la Capilla, y el rumor de que se quería desmontar la fachada de la Universidad, espolearon la puesta en marcha de un movimiento vecinal, que tuvo como primera manifestación destacada un escrito de 28 de octubre de 1850, firmado por numerosos ciudadanos, en el que se solicitaba ayuda al Alcalde Corregidor.
El movimiento iniciado dio lugar a la creación de una sociedad filantrópica, que el 12 de diciembre de 1850 compró por 90.000 reales al Conde de Quinto la manzana que contenía los principales edificios de la Universidad. La Sociedad de Condueños se constituyó con 900 láminas de 100 reales, que solo podían transferirse entre vecinos de la ciudad, y de las que una persona no podía tener más de diez. Su primer presidente fue José de los Ríos, y el segundo fue Miguel de Pascual.
En la Exposición de Motivos y Bases de la Sociedad de Condueños, de 1850, se explicita la filosofía con la que se creó esta:

“(…) nunca entró en las miras de los alcalaynos proporcionarse con tal adquisición ningún medio para lograr intereses pecuniarios ni otros ruines y mezquinos de ninguna clase, sino solo el muy Noble, Grande y Natural de que no desapareciera una obra digna a todas luces de conservarse para Gloria de la Nación"

Sobre el esfuerzo que supuso esta adquisición, y la gran implicación de los alcalaínos en la misma, indica lo siguiente José Félix Huerta Velayos en “La Sociedad de Condueños: una historia compartida”:

“(...) Hay que destacar que el esfuerzo de los alcalaínos fue doble, porque a la notable cifra que suponían los 90.000 reales de la época había que añadir la situación de la ciudad con una economía depauperada. A pesar de que el peso de las negociaciones recayó sobre una comisión formada por antiguos catedráticos de la Universidad, tanto liberales como conservadores, en la suscripción de las láminas que formaban el capital creador de la Sociedad de Condueños intervinieron vecinos de todas las clases sociales, trabajadores manuales, incluso alguno que hubo de poner una cruz en lugar de la firma que no sabía hacer, demostrando el orgullo por conservar la parte más noble de su pasado, y escribiendo sin duda la página más generosa de la historia de Alcalá".

Los edificios se compraron con la intención de preservarlos hasta que se volviera a abrir la Universidad de Alcalá, lo que ya solicitó la Sociedad de Condueños al Gobierno en 1854, aunque eso finalmente no sucedió hasta 1977. Entre tanto, los edificios principales alojaron al Colegio del Arma de Caballería (1851), a la Milicia Nacional (1855), a los Padres Escolapios (1861-1933), al Instituto Nacional de Enseñanza Media (1933-1947), año en que el Instituto tuvo que trasladarse a otro lugar por el estado ruinoso del edificio), y, desde 1960, tras restaurarse el edificio, a la Escuela Nacional de Administración Pública.
Otros edificios de la manzana propiedad de la Sociedad de Condueños se utilizaron para crear un local de ocio (Círculo de Contribuyentes); para uno de los primeros locales de Paradores, la Hostería del Estudiante (inaugurada por Alfonso XIII en 1929), o para alojar a la Cruz Roja, al Colegio de Abogados o a una Oficina de Turismo Municipal.
Con la vuelta de la Universidad a Alcalá, la Sociedad de Condueños pudo por fin cumplir con el que había sido el fin para el que se creó. Se alcanzó entonces un acuerdo para que la Universidad ocupase los edificios más significativos de la manzana, ubicándose en ellos el Rectorado. La Universidad paga por ello un alquiler meramente simbólico, y se hace cargo de su mantenimiento. Tanto la Universidad como el Ayuntamiento de la ciudad de Alcalá de Henares han reconocido con sus más altos galardones el enorme valor de esta iniciativa ciudadana, que ha permitido conservar unos edificios que forman parte de un conjunto arquitectónico declarado en 1998 por la UNESCO como Patrimonio de la Humanidad.
La Sociedad de Condueños, formada hoy en día por los actuales titulares de las participaciones originales, sigue administrando su patrimonio, así como participando de forma muy activa en la vida cultural y social de la ciudad.

## Edificios
Edificios que posee la Sociedad de Condueños de Alcalá de Henares constituyen la antigua Manzana Fundacional Cisneriana de la Universidad de Alcalá:
- Colegio Mayor de San Ildefonso (actualmente el rectorado de la Universidad de Alcalá).
- Capilla de San Ildefonso (actual sala de conciertos y exposiciones de la UAH).
- Colegio de San Jerónimo o "Trilingüe" (actual Hostería del Estudiante, Parador Nacional).
- Colegio-convento de San Pedro y San Pablo (actual gerencia de la Universidad de Alcalá).
- Colegio de la Madre de Dios (actual Colegio de Abogados de Alcalá de Henares).
- Colegio de Santa Catalina o de los Artistas y Físicos (actual Consejo de Estudiantes de la Universidad de Alcalá).
- Hospedería de Estudiantes del Colegio Mayor (actual sede del Museo de la Sociedad de Condueños)
- Hotel Cervantes
- Círculo de Contribuyentes (o casino de Alcalá).
- Edificio de las Cráteras.[9]

El 12 de marzo de 2019, el Consejo de Gobierno de la Comunidad de Madrid la declaró Bien de Interés Cultural, en la categoría de monumento, a la "Manzana Fundacional Cisneriana de la Universidad de Alcalá", por ser un conjunto de edificios con un gran valor histórico, arquitectónico y artístico

## Institución

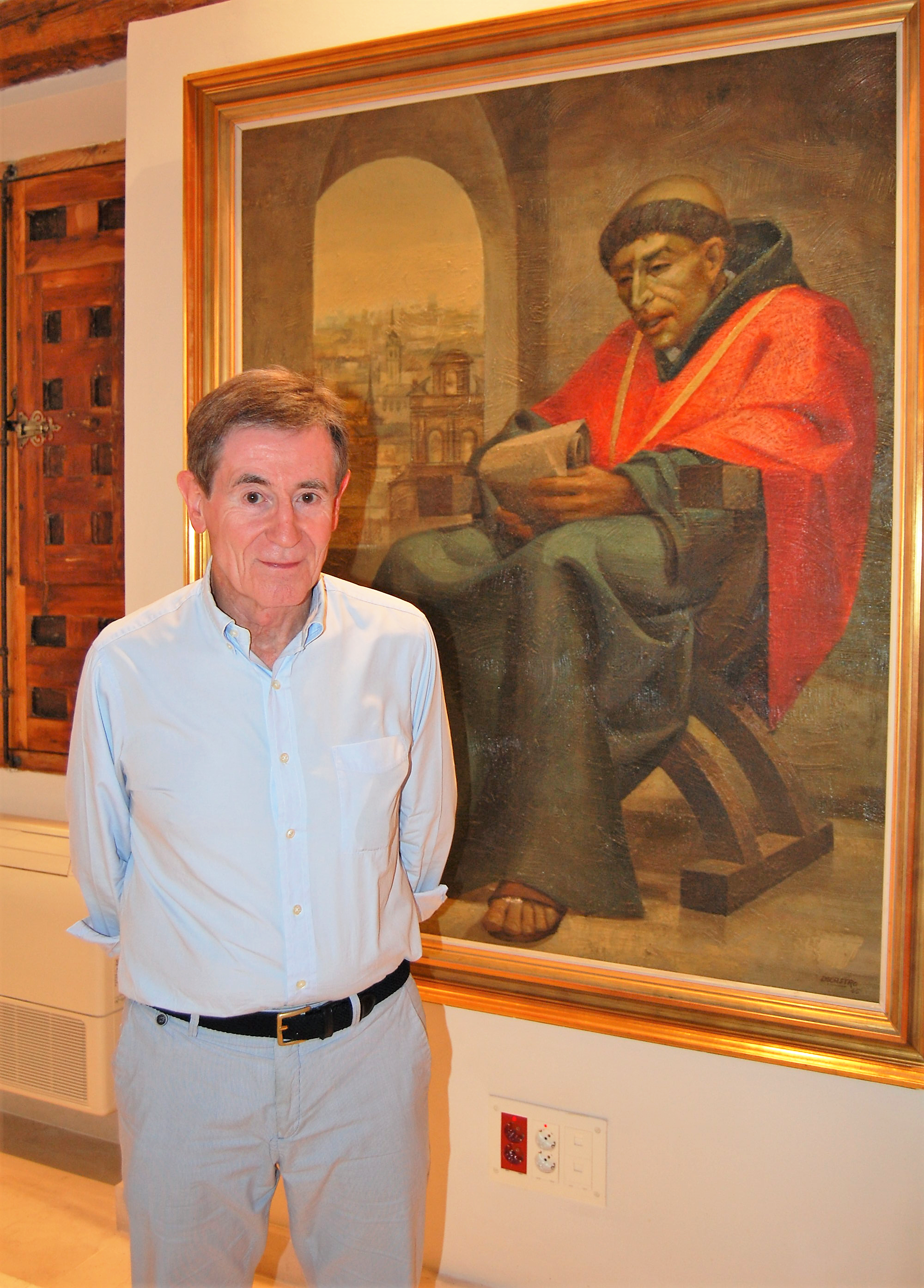
José Félix Huerta Velayos presidente de la Sociedad de Condueños.

La sociedad preserva hasta la actualidad edificios que por su importancia histórica, cultural y artística, hubieran sido destruidos por sus anteriores propietarios, que los habían adquirido en virtud de las leyes desamortizadoras del siglo XIX, para dedicar los solares al cultivo de la morera y a la instalación de una fábrica de hilaturas.
En la actualidad, la Sociedad de Condueños arrienda parte de su patrimonio a la Universidad de Alcalá a cambio de un precio simbólico, gestiona el resto de su patrimonio, y participa activamente en la vida cultural complutense.
En 2024, la Comisión Administrativa de la Sociedad de Condueños quedó constituida por:
- José Félix Huerta Velayos (presidente)
- Asela Sanz Herranz (vicepresidenta y secretaria)
- Baldomero Perdigón Melón (tesorero)
- José María San Luciano, Carlos Sánchez-Galindo López-Linares, Alberto Pérez Gómez y Tomás García Madrid (vocales).

## Museo
La Sociedad de Condueños inauguró el 16 de marzo de 2017, en el patio del antiguo Hostal de Estudiantes, una sala de exposiciones dedicada al Cardenal Cisneros con ocasión del V Centenario de su fallecimiento. En su interior se presentan fondos propios con numerosos documentos, pinturas, libros y fotografías que rememoran la actividad realizada y sus objetivos sociales. Entre las piezas expuestas destacan cuadros que representan a Cisneros como un óleo de 1553 de Pedro de Castañeda, y otro de Diego de Madrid de 1627; así como dibujos de Jenaro Pérez de Villaamil e ilustraciones de Félix Yuste. Se exponen obras literarias relacionadas con el Cardenal como la Biblia Políglota Complutense, el De Rebus Gestis de Alvar Gómez de Castro, el Archetypo de Virtudes de Pedro de Aranda Quintanilla y la Vita Christi de Ludolfo de Sajonia, la primera obra impresa en Alcalá de Henares por Estanislao Polono en 1502.

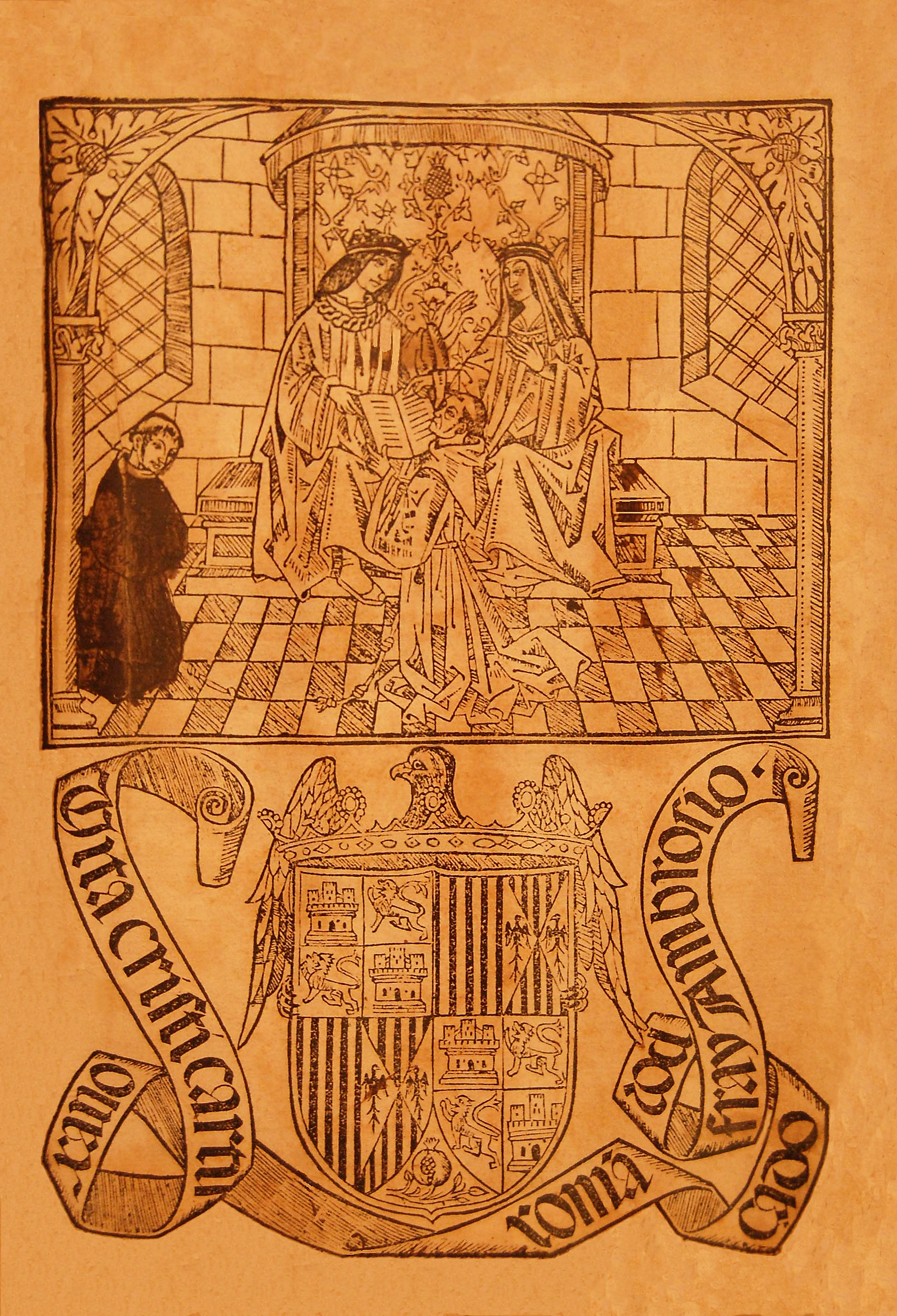
Vita Christi traducido por Fray Ambrosio Montesino  en 1502.
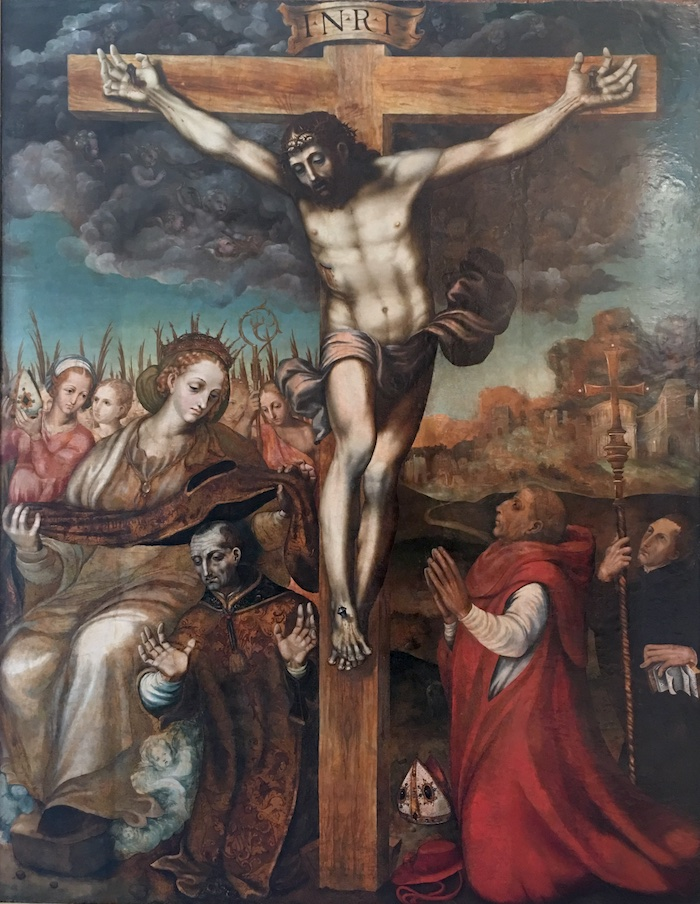
Cristo Crucificado (Pedro de Castañeda, 1553).

## Publicaciones
Además de la memoria anual, la Sociedad de condueños ha editado una serie de libros:
- 1991: Escandell Bonet B. El antiguo Teatro escolástico del Patio de Santo Tomás en la Universidad cisneriana. ISBN 978-84-604-0510-8
- 2002: Lope Huerta A, Esteban Casado MV. La Sociedad de Condueños "La generosa hazaña de un pueblo". ISBN 84-607-3827-2
- 2001: Esteban Casado MV, Lope Huerta A. La sociedad de Condueños de la Universidad: la generosa hazaña de un pueblo. ISBN 978-84-607-3827-5
- 2009: Huerta Velayos JF. La Sociedad de Condueños y el monumento a Cisneros.
- 2022: Chías Navarro P. Amoenitis loci, paupertas, caritas. La arquitectura de la Universidad de Alcalá, hipótesis gráficas sobre la fundación de Cisneros. ISBN 978-84-09-46183-7
- 2024: Sánchez Moltó MV. Alcalá de Henares, vota. ISBN 978-84-15005-97-1

## Estatua del Cardenal Cisneros
La escultura del Cardenal Cisneros, esculpida en mármol de Carrara por José Vilches en 1864, es propiedad de la Sociedad de Condueños. En 2006 debido a su grave deterioro fue preciso restaurarla y realizar una copia. Desde 2018 la escultura original se ubica en el Patio de Filósofos del antiguo Colegio Mayor de San Ildefonso y su réplica enfrente de su fachada renacentista.

## Reconocimiento
- 1989/11: Medalla de Oro de la Universidad de Alcalá.
- 2001/01: reconocimiento de la Academia de Caballería de Valladolid.
- 2001/01/12: Medalla de Oro de la Ciudad de Alcalá de Henares, por su meritoria labor conservando los edificios de la Universidad de Alcalá.
- 2003/06/24: Placa de Honor de la Orden Civil de Alfonso X El Sabio, por los méritos que concurren.
- 2010/10/09: Premio Ciudad de Alcalá de Arquitectura por la restauración del edificio que fue Hospedería de Estudiantes o Colegiales (plaza de Cervantes, 11).[15]
- 2015/02/23: nombramiento de "Caballero Almogávar Paracaidista del Honor", en atención al espíritu, valores nacionales y reconocidas muestras de cariño a las Fuerzas Paracaidistas.
- 2015/12: prendedor de la "Hoguera de Santa Lucía" por la Asociación Cultural de Hijos y Amigos de Alcalá de Henares, por sus méritos en pro de la ciudad.
- 2022/10/13: título de "Hija Predilecta de la Ciudad" por el Ayuntamiento de Alcalá de Henares.[16]
- 2023/05/02: Gran Cruz de la Orden del Dos de Mayo de la Comunidad de Madrid por ser “pionera en España en la protección y conservación del rico patrimonio de la Ciudad Complutense”.[17]

En Alcalá de Henares la Sociedad de Condueños tiene dedicada una calle; en la plaza Palacio tiene un monolito de mármol en conmemoración de su 150 aniversario; y en el antiguo Colegio Mayor de San Ildefonso hay una lápida de bronce por la entrega de la Medalla de Oro de la Universidad de Alcalá.

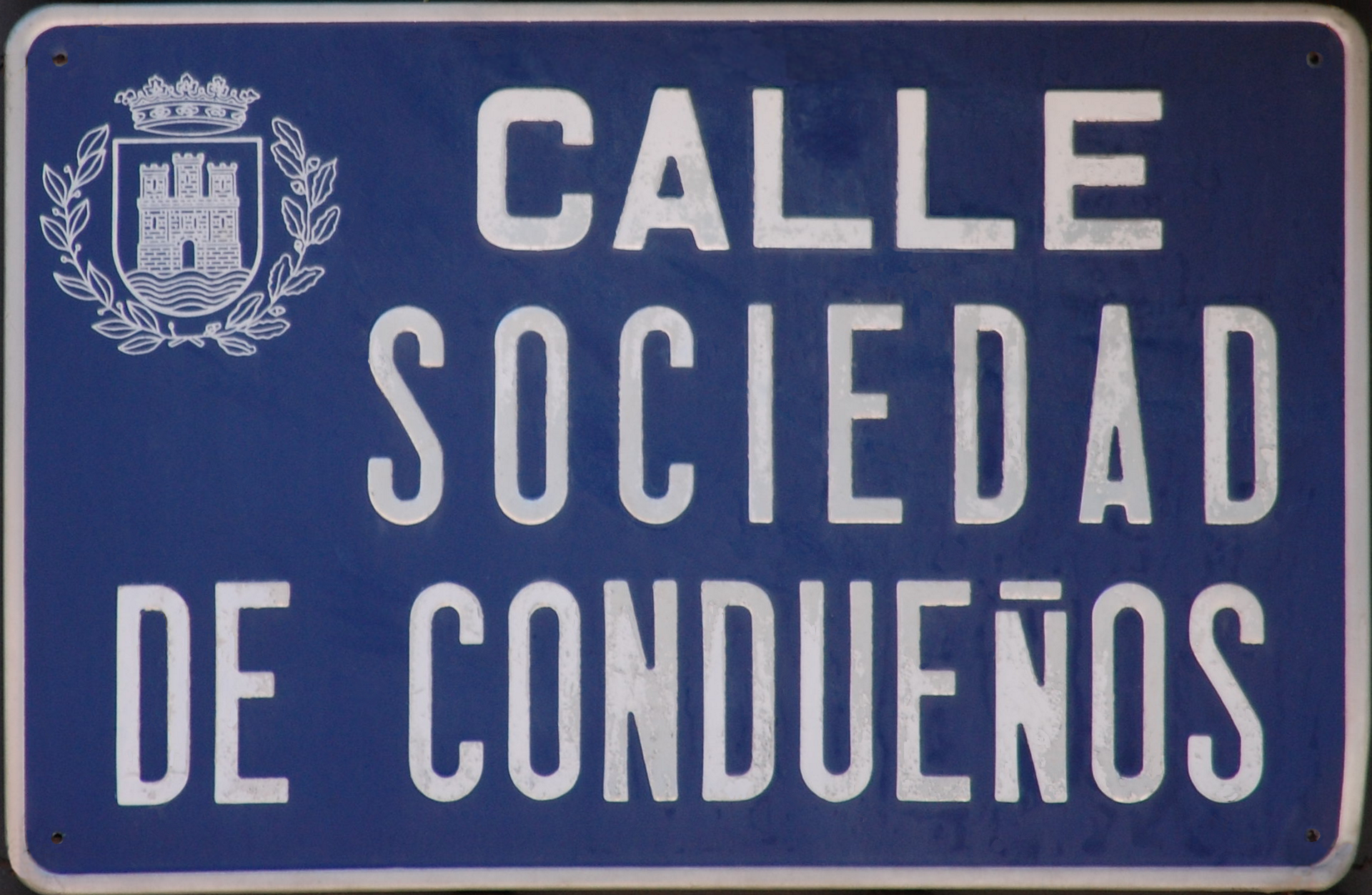
Calle dedicada a la Sociedad de Condueños en Alcalá de Henares.
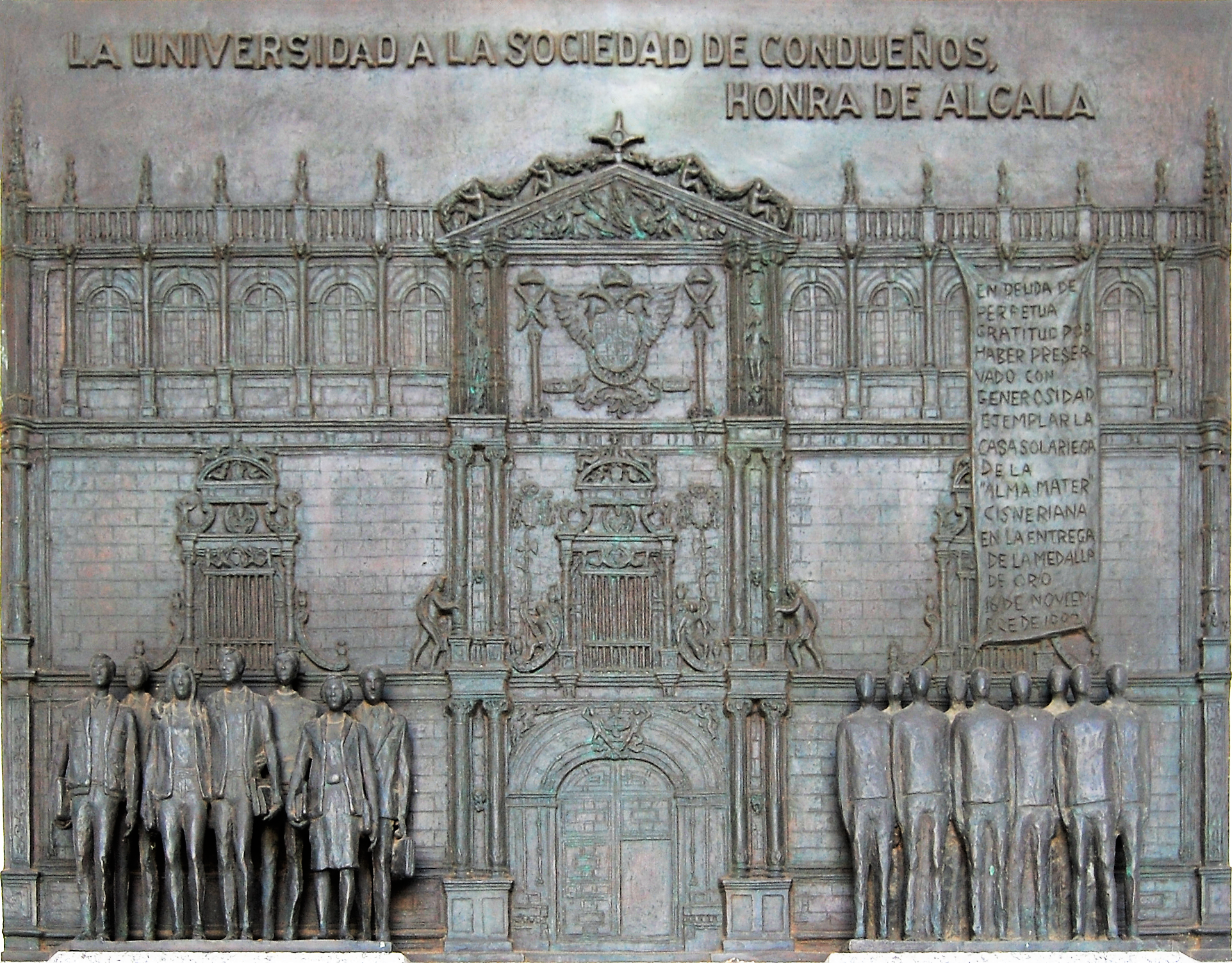
La Universidad de Alcalá honra a la Sociedad de Condueños con su Medalla de Oro.